# Sandalia
Sandalia là một chi ốc biển, là động vật thân mềm chân bụng sống ở biển thuộc họ Ovulidae.

## Các loài
Các loài thuộc chi Sandalia bao gồm:
- Sandalia bridgesi Lorenz, 2009[2]
- Sandalia meyeriana (Cate, 1973)[3]
- Sandalia triticea (Lamarck, 1810)[4]